# Caledon (rivière)
Pour les articles homonymes, voir Caledon (homonymie).
La Caledon (en sotho: Mokohare) est une rivière située dans le Sud-Est de l'Afrique australe, et un affluent du fleuve l'Orange.

## Géographie
La Caledon prend sa source dans le massif du Mont-aux-Sources, dans l'ancien bantoustan du QwaQwa, au sud-ouest de Phuthaditjhaba, à la frontière avec le Lesotho. Elle coule en direction du Sud-Ouest, formant un temps la frontière entre le Lesotho et l'Afrique du Sud, avant d'entrer dans la province sud-africaine de l'Etat Libre, au nord de Wepener. Son cours se dirige ensuite vers l'Ouest et fait sa jonction avec l'Orange au sud de l'Etat Libre, près de Bethulie, en amont du barrage de Gariep. La bande de terre qui se situe entre ces deux cours d'eau forme la Tussen-die-Riviere Nature Reserve (en).
La rivière est la principale source d'approvisionnement en eau de Maseru, la capitale du Lesotho, qui se situe sur son tracé. Lors de périodes de faibles précipitations, la ville peut subir des pénuries d'eau. Pour pallier ce problème, on a construit de nombreux réservoirs, avec des structures tels que le Muela Dam et le Meulspruit Dam. C'est ainsi qu'en 2003, pour parer à une éventuelle sécheresses, ces réservoirs ont procédé à des lâchers d'eau.
La Caledon tient une place importante pour l'histoire du peuple basotho. La région est en effet très fertile et permet une agriculture sans irrigation. En outre, dans ce pays très montagneux qu'est le Lesotho, la vallée de la Caledon est la seule véritablement exploitable par l'agriculture. Cette richesse naturelle de la région explique ainsi les nombreuses sources de tension passées entre les Boers et les Basotho.

## Barrages en Afrique du Sud
- Armenia Dam (en), sur un affluent, la Leeu River
- Egmont Dam (en), sur un affluent, la Witspruit River
- Knellpoort Dam (en), sur un affluent, la Riet Spruit
- Koppieskraal Dam
- Meulspruit Dam
- Moperri Dam
- Welbedacht Dam (en), une des principales sources d'approvisionnement de Bloemfontein et de sa région, au cœur de la Caledon Reserve Nature.